# Bewcastle (římská pevnost)
Bewcastle byla římská pevnost, kterou postavili severně od Hadriánova valu jako základnu určenou pro průzkum a výzvědnou službu, na obranu proti nenadálým útokům ze severu a na podporu místního kmene Brigantů, jejichž územím Hadriánův val procházel.

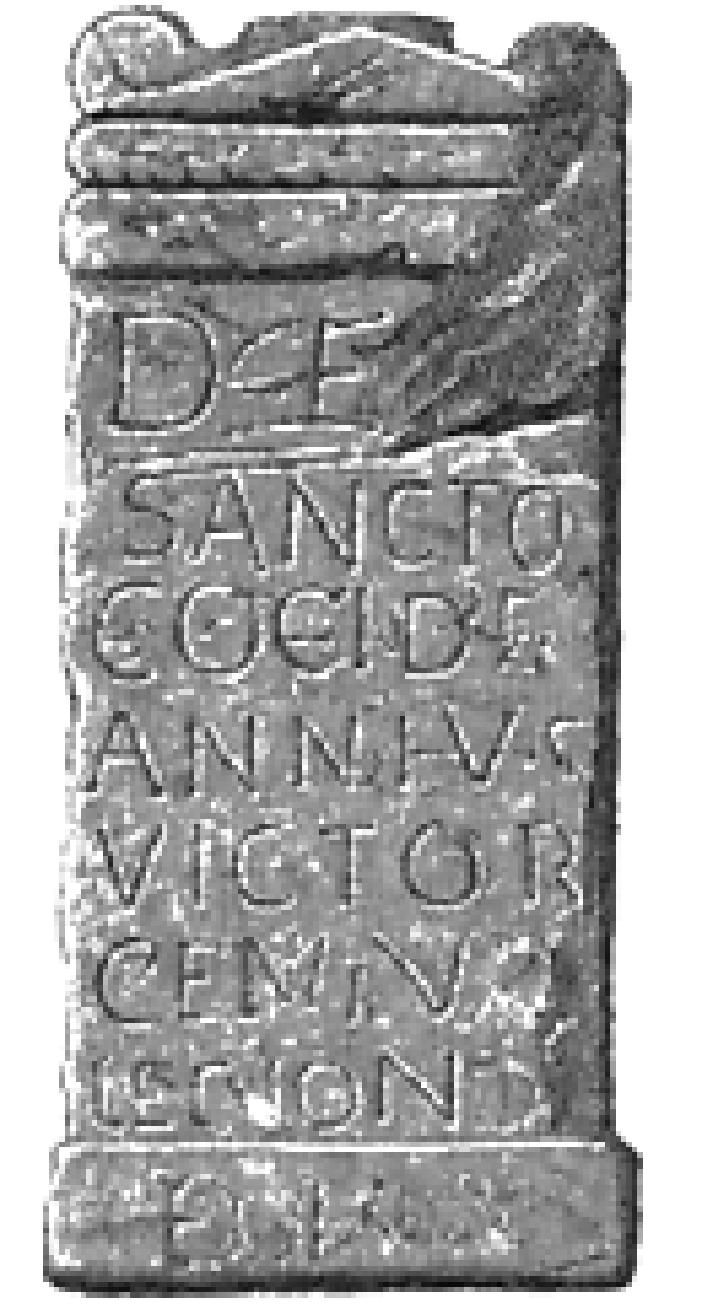
Oltář, který Annius Victor vybudoval bohu Cocidiovi

Římské jméno této pevnosti znělo Fanum Cocidi (v té podobě ho alespoň uvádí Ravennská Kosmografie), což znamená „Cocidiova svatyně“. Cocidius byl bůh uctívaný v severní Británii.
Pozůstatky pevnosti se nacházejí v obci Bewcastle v hrabství Cumbria, 11 km na sever od římské pevnosti Banna (Birdoswald), která patří k těm na západě Hadriánova valu.

## Název

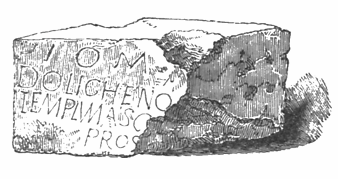
Jupiterův oltář, Bewcastle

Název Fanum Cocidi byl pevnosti přiřčen na základě faktu, že z devíti oltářů objevených v této lokalitě je šest zasvěcených bohu Cocidiovi.

## Popis
Pevnost byla mezi římskými pevnostmi neobvyklá svým tvarem, protože tvořila spíše nepravidelný šestiúhelník než obvyklý obdélník. S plochou téměř 24 tisíc čtverečních metrů zabírala celou malou náhorní plošinu tohoto tvaru  nad Kirk Beck a patřila k větším pevnostem.

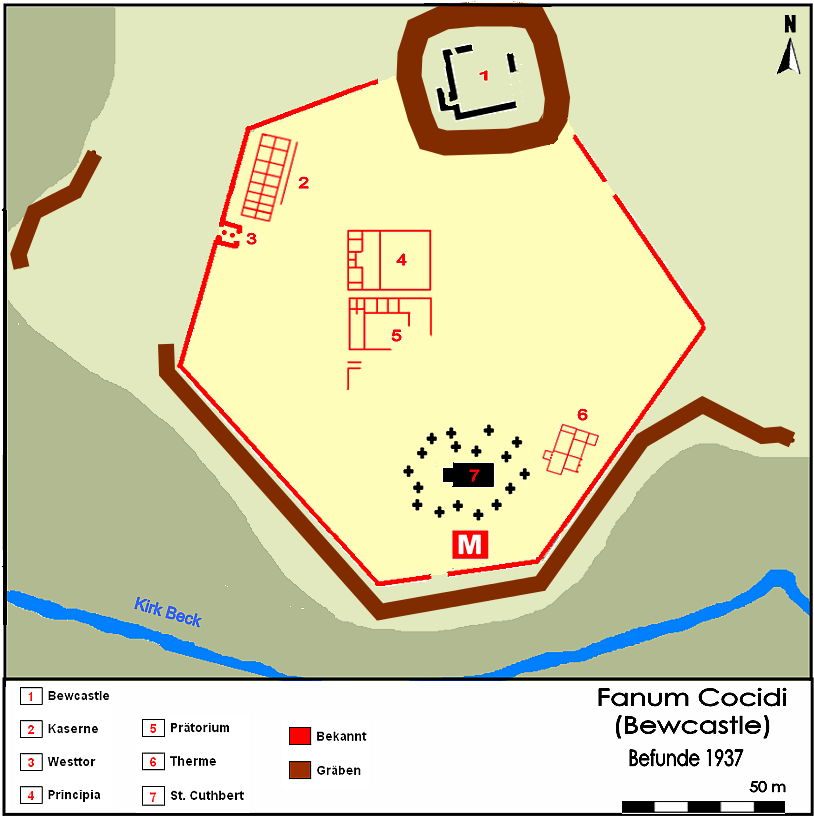
Fanum Cocidi 1937

S pevností Banna ji spojovala římská silnice známá jako Maiden Way. Mezi těmito dvěma pevnostmi byly objeveny dvě signalizační věže, které pravděpodobně sloužily předávání signálů z Bewcastlu do Birdoswaldu.

## Fáze výstavby pevnosti
Probíhala ve čtyřech fázích. Pevnost byla postavena přibližně ve stejnou dobu jako pevnosti Hadriánova valu (120-140, případně 122-139/42), měla hliněné valy a byla ze dřeva, ale přinejmenším jednu bránu postavili z kamene a také budovu velitelství. Je dílem první kohorty Dáků, Cohors I Dacorum, ale pevnost byla opuštěna, když ve 40. letech 2. století hranici posunuli na sever k Antoninovu valu.
Když se od něj vojsko stáhlo zpět, pevnost znovu fungovala od přibližně od roku 163, s hradbou zesílenou vrstvou kamenů. Pravděpodobně ji vybudovala legie V1 neboli legio VI Victrix (fáze 2).

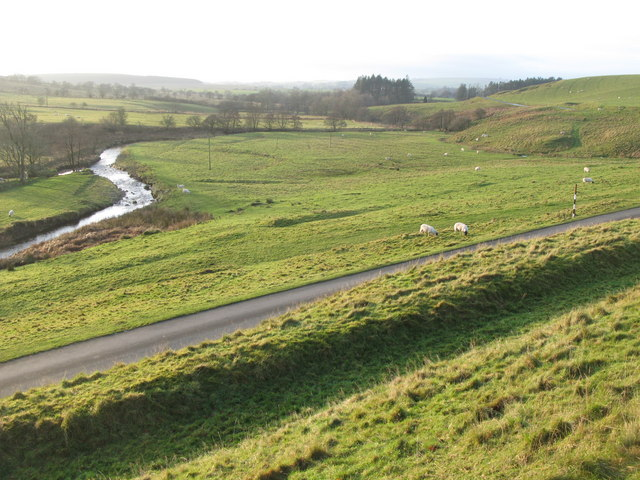
Opevnění římské pevnosti Bewcastle

Ke konci 2. století pevnost radikálně přestavěli s cílem zvýšit její kapacitu; první Nervova kohorta Germánů, pěší a jízdní, 1000 mužů. Pevnost měla čtyři brány na čtyři světové strany, přičemž západní byla ta hlavní. Dům velitele (praetorium) ležel přibližně ve středu šestiúhelníku, budova velitelství (principia) od něj bezprostředně na sever. V jihovýchodní části pevnosti se nacházely lázně v Hadriánově stylu.
Nápisy na stavbách nalezené na místě dokládají, že na budování pevnosti se v celém průběhu její existence podílely odloučené oddíly přinejmenším tří legií: druhé (umístěné v Caerleonu ve Walesu), šesté (se sídlem v Yorku) a dvacáté legie (se sídlem v Chester)u.
Ve 2. století tvořila posádku první kohorta Dáků, což byla jednotka pěchoty v síle tisíc mužů. Ve 3. století pevnost držela první kohorta Cohors I Nerviorum (částečně jízdní).
Fáze 3: ke konci 3. století byla pevnost opět radikálně přestavěna. Na západní a severní straně byly vybudovány nové hradby, čímž se plocha pevnosti zmenšila, zřejmě v souvislosti s méně početnou posádkou. Budovy byly znovu přestavěny a lázně přeměněny na kasárenský blok. Fakt, že lázně stály uvnitř hradeb, svědčí o tom, že pevnost obklopovalo nepřátelské prostředí. A nevznikla u ní ani civilní osada.
Fáze 4. Pevnost byla téměř zničena v roce 343, když byl dobyt Hadriánův val. Pak ji znovu postavili, ale po invazi barbarů v roce 367 byla definitivně opuštěna a zničena. Důkazy v podobě mincí nasvědčují tomu, že byla opuštěna v 1. polovině 4. století (i když počet nalezených mincí je poměrně malý), ale zvědové ji mohli využívat až do roku 367, kdy jejich činnost byla ukončena.

## Archeologické práce
V letech 1937, 1954 a 1957 v lokalitě probíhaly vykopávky, ale zjistily jen, kde se nacházely budovy uvnitř pevnosti, a našly několik oltářů.

## Současný stav
Valy a příkopy pevnosti jsou dosud viditelné. Jižní část lokality zabírá kostel s hřbitovem, na kterém se nachází slavný Bewcastleský kříž.
Na severovýchod od tohoto místa se zachovaly ruiny Bewcastleského hradu. Tento normanský hrad byl postaven okolo roku 1092, s využitím kamene z římské pevnosti. Hrad údajně zničil Oliver Cromwell v roce 1641.